# Церковь Петра и Павла (Торнио)
Церковь апостолов Петра и Павла (фин. Apostolien Pietarin ja Paavalin kirkko Torniossa) — православный храм в городе Торнио (Финляндия). Относится к Оулуской митрополии Финляндской православной церкви.

## История
Изначально церковь во имя апостолов Петра и Павла была построена как военная церковь местного русского гарнизона в центре Торнио на углу улиц Лянсиранта и Лукиокату в 1884 году. Для этой цели уже в 1878 и 1879 годах был подготовлен эскизный проект для строительства деревянного храма в русском стиле. Однако она была построена по другому проекту и стала крестообразным в плане храмом с центральной башней с луковичными куполами и небольшой колокольней над молитвенным залом. Строительными работами руководил архитектор К. Л. Линдберг из генерального управления общих зданий.
Церковь была повреждена в результате пожара в 1911 году и не действовала в течение нескольких лет. Позже она была восстановлена в 1915 году.
Как православный храм здание функционировало до 1918 года, когда финское государство захватило его как военную партию. В 1925 году правительство приняло решение об использовании здания в качестве регионального музея в Перяпохьоле и Лапландской региональной ассоциации, а затем строительный колледж.
Строительный колледж переехал в его текущее здание недалеко от шведской границы в 1956 году. Между 1970 и 1980 годами в здании находилась молитвенная комната пятидесятников.
Церковь была восстановлена в первоначальном облике в 1985 году, а православные богослужения возобновились в храме с 1987 года.